# Gvidas Drobužas
Gvidas Drobužas (* 8. Januar 1963) ist litauischer Unternehmer, Gründer, Inhaber und Manager des litauischen Konzerns „Panevėžio keliai“; außerdem Kommunal-Politiker (Mitglied des Stadtrats Panevėžys, 18. März 2003).

## Tätigkeit
Gvidas Drobužas absolvierte nach dem Abitur die Oberschule und war in der Bauwirtschaft berufstätig. Später privatisierte er das Unternehmen AB „Panevėžio keliai“ und entwickelte die Tätigkeiten in der Bauwirtschaft (Straßen, Autobahnen). Vorher arbeitete er als Manager und Berater in einigen Unternehmen.
Gvidas Drobužas ist Vorstandsvorsitzende der litauischen Unternehmen AB „Panevėžio keliai“ und „PST investicijos“, Vorstandsmitglied von AB „Panevėžio statybos trestas“, UAB Panevėžio viešbutis, Direktor von UAB „Pokštas“, Mitglied einiger Unternehmer- und Wirtschaftsorganisationen, Mitgründer von „Rotary“ Panevėžys.
2006 war Gvidas Drobužas nach Angaben des Magazins Veidas der neuntreichste Litauer.
Gvidas Drobužas ist verheiratet und hat mit seiner Frau Gintė zwei Töchter.

## Auszeichnungen
- Panevėžys' Jahresbürger, 2005.